# Olympische Sommerspiele 1908/Radsport – Sprint Bahn (Männer)
Der Bahnradsprint über 1000 Meter bei den Olympischen Spielen 1908 in London fand am 16. Juli im White City Stadium statt.
Jeder Nation standen bis zu 12 Startplätze zu. Jedes Rennen bestand aus ungefähr 1 2⁄3 Runden der 660 Yards langen Bahn. Das Zeitlimit für das Rennen betrug 1 Minute und 45 Sekunden. Der Wettbewerb bestand aus drei Runden statt (Viertelfinale, Halbfinale und Finale). IM Viertelfinale gab 16 Läufe, der Sieger eines jeden Laufs, qualifizierte sich für das Halbfinale, sofern er das Zeitlimit nicht überschritten hatte. Im Halbfinale qualifizierten sich ebenfalls die Sieger der Läufe für das Finale.
Victor Johnson hatte bereits kurz nach dem Start eine Reifenpanne und schied aus dem Rennen aus. Die verbliebenen drei Fahrer kämpften weiter um die Medaillen. In der letzten Runde, hatte beim Einfahren in die Hauptgerade auch Clarence Kingsbury auch einen Reifenschaden. Benjamin Jones und Maurice Schilles fuhren das Rennen zu Ende, wobei der Franzose Schilles mit ein paar Zentimetern Vorsprung gewann. Da das Rennen jedoch länger dauerte als das vorgegebene Zeitlimit, wurde es für ungültig erklärt. Sehr zur Überraschung der Zuschauer und der Teilnehmer weigerte sich die National Cyclists Union, die Wiederholung des Rennens zuzulassen. Somit wurden keine Medaillen vergeben.

## Ergebnisse

### Viertelfinale

#### Lauf 1
| Rang | Athlet                      | Nation             | Zeit       | Anm. |
| ---- | --------------------------- | ------------------ | ---------- | ---- |
| 1    | Victor Johnson              | Großbritannien     | 1:33,8 min | Q    |
| 2    | Gerard Bosch van Drakestein | Niederlande        | unbekannt  |      |
| 3    | Guglielmo Malatesta         | Königreich Italien | unbekannt  |      |

#### Lauf 2
| Rang | Athlet          | Nation         | Zeit       | Anm. |
| ---- | --------------- | -------------- | ---------- | ---- |
| 1    | Floris Venter   | Südafrika      | 1:33,2 min | Q    |
| 2    | André Poulain   | Frankreich     | unbekannt  |      |
| 3    | Thomas Matthews | Großbritannien | unbekannt  |      |

#### Lauf 3
| Rang | Athlet           | Nation     | Zeit       | Anm. |
| ---- | ---------------- | ---------- | ---------- | ---- |
| 1    | Maurice Schilles | Frankreich | 1:38,4 min | Q    |
| 2    | Andrew Hansson   | Schweden   | unbekannt  |      |

#### Lauf 4
| Rang | Athlet             | Nation          | Zeit       | Anm. |
| ---- | ------------------ | --------------- | ---------- | ---- |
| 1    | Daniel Flynn       | Großbritannien  | 1:30,2 min | Q    |
| 2    | Pierre Seginaud    | Frankreich      | unbekannt  |      |
| 3    | Paul Schulze       | Deutsches Reich | unbekannt  |      |
| 4    | Frederick McCarthy | Kanada          | unbekannt  |      |

#### Lauf 5
| Rang | Athlet        | Nation         | Zeit       | Anm. |
| ---- | ------------- | -------------- | ---------- | ---- |
| 1    | Ernest Payne  | Großbritannien | 1:32,0 min | Q    |
| 2    | Dorus Nijland | Niederlande    | unbekannt  |      |

#### Lauf 6
| Rang | Athlet               | Nation          | Zeit                    | Anm. |
| ---- | -------------------- | --------------- | ----------------------- | ---- |
| —    | W. F. Magee          | Großbritannien  | Zeitlimit überschritten |      |
| —    | Hermann Martens      | Deutsches Reich | Zeitlimit überschritten |      |
| —    | Johannes van Spengen | Niederlande     | Zeitlimit überschritten |      |

#### Lauf 7
| Rang | Athlet               | Nation          | Zeit       | Anm. |
| ---- | -------------------- | --------------- | ---------- | ---- |
| 1    | Karl Neumer          | Deutsches Reich | 1:33,2 min | Q    |
| 2    | Richard Villepontoux | Frankreich      | unbekannt  |      |
| 3    | William Bailey       | Großbritannien  | unbekannt  |      |

#### Lauf 8
| Rang | Athlet           | Nation             | Zeit       | Anm. |
| ---- | ---------------- | ------------------ | ---------- | ---- |
| 1    | George Cameron   | Vereinigte Staaten | 1:29,4 min | Q    |
| 2    | Philipus Frylink | Südafrika          | unbekannt  |      |
| 3    | Herbert Crowther | Großbritannien     | unbekannt  |      |
| 4    | Gaston Dreyfus   | Frankreich         | unbekannt  |      |

#### Lauf 9
| Rang | Athlet         | Nation     | Zeit       | Anm. |
| ---- | -------------- | ---------- | ---------- | ---- |
| 1    | Émile Demangel | Frankreich | 1:35,2 min | Q    |
| 2    | William Morton | Kanada     | unbekannt  |      |

#### Lauf 10
Auffray war der einzige Starter in diesem Lauf.
| Rang | Athlet        | Nation     | Zeit       | Anm. |
| ---- | ------------- | ---------- | ---------- | ---- |
| 1    | André Auffray | Frankreich | 1:23,6 min | Q    |

#### Lauf 11
Morisetti war der einzige Starter in diesem Lauf.
| Rang | Athlet              | Nation             | Zeit       | Anm. |
| ---- | ------------------- | ------------------ | ---------- | ---- |
| 1    | Guglielmo Morisetti | Königreich Italien | 1:21,4 min | Q    |

#### Lauf 12
| Rang | Athlet         | Nation          | Zeit       | Anm. |
| ---- | -------------- | --------------- | ---------- | ---- |
| 1    | Benjamin Jones | Großbritannien  | 1:35,0 min | Q    |
| 2    | Émile Maréchal | Frankreich      | unbekannt  |      |
| 3    | Bruno Götze    | Deutsches Reich | unbekannt  |      |

#### Lauf 13
| Rang | Athlet         | Nation             | Zeit       | Anm. |
| ---- | -------------- | ------------------ | ---------- | ---- |
| 1    | Pierre Texier  | Frankreich         | 1:31,0 min | Q    |
| 2    | George Summers | Großbritannien     | unbekannt  |      |
| 3    | Louis Weintz   | Vereinigte Staaten | unbekannt  |      |

#### Lauf 14
| Rang | Athlet          | Nation         | Zeit       | Anm. |
| ---- | --------------- | -------------- | ---------- | ---- |
| 1    | Joe Lavery      | Großbritannien | 1:41,0 min | Q    |
| 2    | Antonie Gerrits | Niederlande    | unbekannt  |      |

#### Lauf 15
| Rang | Athlet             | Nation         | Zeit       | Anm. |
| ---- | ------------------ | -------------- | ---------- | ---- |
| 1    | Clarence Kingsbury | Großbritannien | 1:27,4 min | Q    |
| 2    | Gaston Delaplane   | Frankreich     | unbekannt  |      |

#### Lauf 16
| Rang | Athlet         | Nation     | Zeit                    | Anm. |
| ---- | -------------- | ---------- | ----------------------- | ---- |
| —    | Georges Perrin | Frankreich | Zeitlimit überschritten |      |
| —    | Frank Shore    | Südafrika  | Zeitlimit überschritten |      |

### Halbfinale

#### Halbfinale 1
| Rang | Athlet         | Nation          | Zeit       | Anm. |
| ---- | -------------- | --------------- | ---------- | ---- |
| 1    | Victor Johnson | Großbritannien  | 1:27,4 min | Q    |
| 2    | Karl Neumer    | Deutsches Reich | unbekannt  |      |
| 3    | Floris Venter  | Südafrika       | unbekannt  |      |
| 4    | Pierre Texier  | Frankreich      | unbekannt  |      |

#### Halbfinale 2
| Rang | Athlet           | Nation             | Zeit       | Anm. |
| ---- | ---------------- | ------------------ | ---------- | ---- |
| 1    | Maurice Schilles | Frankreich         | 1:38,8 min | Q    |
| 2–4  | George Cameron   | Vereinigte Staaten | unbekannt  |      |
| 2–4  | Daniel Flynn     | Großbritannien     | unbekannt  |      |
| 2–4  | Ernest Payne     | Großbritannien     | unbekannt  |      |

#### Halbfinale 3
| Rang | Athlet         | Nation         | Zeit       | Anm. |
| ---- | -------------- | -------------- | ---------- | ---- |
| 1    | Benjamin Jones | Großbritannien | 1:40,8 min | Q    |
| 2    | Émile Demangel | Frankreich     | unbekannt  |      |
| 3    | Joe Lavery     | Großbritannien | unbekannt  |      |

#### Halbfinale 4
| Rang | Athlet              | Nation             | Zeit       | Anm. |
| ---- | ------------------- | ------------------ | ---------- | ---- |
| 1    | Clarence Kingsbury  | Großbritannien     | 1:35,6 min | Q    |
| 2    | Guglielmo Morisetti | Königreich Italien | unbekannt  |      |
| 3    | André Auffray       | Frankreich         | unbekannt  |      |

### Finale
| Rang | Athlet             | Nation         | Zeit                    |
| ---- | ------------------ | -------------- | ----------------------- |
| –    | Maurice Schilles   | Frankreich     | Zeitlimit überschritten |
| –    | Benjamin Jones     | Großbritannien | Zeitlimit überschritten |
| –    | Clarence Kingsbury | Großbritannien | DNF                     |
| –    | Victor Johnson     | Großbritannien | DNF                     |